# Manga Time Kirara Forward
Manga Time Kirara Forward (яп. まんがタイムきららフォワード Манга Тайму Кирара Фова:до) — японский журнал сэйнэн-манги, издаваемый компанией Houbunsha. Журнал был впервые выпущен 23 марта 2006 года. Forward — 4-й журнал из линейки Manga Time Kirara, первые три: Manga Time Kirara, Manga Time Kirara Carat и Manga Time Kirara Max. Журнал выходит 24-го числа каждого месяца.

## Манги, выходившие/выходящие в Manga Time Kirara Forward
- Anne Happy♪[англ.] (автор Cotoji)[3] (2012–2018 годы)
- Asamiya-san no Imouto (автор Asano) (2010–2012 годы)
- Bocchi na Bokura no Renai Jijou (автор Токио Сима) (2013–2014 годы)
- Chotto Ippai! (автор Kayou) (онгоинг c 2016 года)
- Doujin Work (автор Hiroyuki) (выпуск Manga Time Kirara Carat за 2006 год, продолжена в Manga Time Kirara, 2007–2008 годы)
- Ededen! (автор Аки Кониси) (2006–2007 годы)
- Ichinensei ni Nacchattara (автор Масакадзу Оой) (2007–2012 годы)
- Ikoku Shoujo to Sumire no Hanataba (автор Кисэки Мидзусэ) (2010–2011 годы)
- Itoshi no Karin (автор Инко Хориидзуми) (2013–2014 годы)
- Futakaku Kankei. (автор Tachi) (2015–2016 годы)
- Futari no Renai Shoka (автор Корэ Ямадзаки) (2012–2013 годы)
- Hadi Girl (автор Акино Мияби) (2011–2013 годы)
- HajiOtsu. (автор Цукаса Унохана) (2010–2014 годы)
- Hanayamata[англ.] (автор Со Хамаюмиба)[4] (2011–2018 годы)
- Harukana Receive (автор Дзидзай Нёй) (онгоинг с 2015 года)[5]
- Kimi to Boku o Tsunagumono (автор Cherry Arai) (2006–2008 годы)
- Laid-Back Camp (автор Afro) (онгоинг с 2015 года) (2015–2019 годы, переход в Comic Fuz)
- Oni ga Deru ka Ja ga Deru ka (автор Advenchara) (2014–2017 годы)
- Oninagi[англ.] (автор Акира Исида) (2006–2010 годы)
- Onsen Wakusei (автор Цуёси Какубаяси и Нобуюки Такаги) (2009 год)
- Otome Ouji: Joshikou Manken Host Club (автор 888) (2008–2009 годы)
- Psycho Staff (автор Сатоси Мидзуками) (2006–2007 годы)
- Puella Magi Kazumi Magica: The Innocent Malice[англ.] (автор Масаки Хирамацу, Magica Quartet и Такаси Тэнсуги) (2011–2012 годы)
- Puella Magi Madoka Magica[англ.] (автор Magica Quartet и Hanokage) (2011 год)
- Puella Magi Madoka Magica[англ.]  (автор Куроэ Мура и Magica Quartet) (2011 год)
- Puella Magi Suzune Magica[англ.] (автор Magica Quartet и GAN) (2013–2014 годы)
- School-Live! (автор Норимицу Кайхо и Садору Тиба) (онгоинг с 2012 года)[6]
- Senakagurashi (автор Аями Кадзама) (2010–2012 годы)
- S-Senjou no Tena (автор Сэсуна Микабэ) (2006–2010 годы)
- Shichi Jikanme no Onpu (автор Токио Сима) (2010–2013 годы)
- Shitsuji Shoujo to Ojousama (автор Икки Санада) (2009–2010 годы)
- Sorairo Square. (автор Со Хамаюмиба) (2009–2010 годы)
- Tamayomi[англ.](автор Mountain Pukuichi) (онгоинг с 2016 года)[7]
- Tenbin wa Hana to Asobu (автор Цукаса Унохана) (2008–2009 годы)
- Ten yori Takaku (автор Миками Акицу) (онгоинг с 2007 года)
- Tomodachi Login (автор Нанами Ито) (2012–2013 годы)
- Tonari no Kashiwagi-san[англ.] (автор Кинуса Симоцуки)[8] (2009–2016 годы)
- Transistor Teaset: Denki Gairozu (Ёсими Сато) (2008–2011 годы)
- Dream Eater Merry (автор Ёситака Усики) (онгоинг с 2008 года)[9]

## Аниме адаптации
- Dream Eater Merry — зима 2011 года
- Hanayamata[англ.] — лето 2014 года
- School-Live! — лето 2015 года
- Anne Happy♪[англ.] — весна 2016 года
- Laid-Back Camp — зима 2018 года
- Harukana Receive — лето 2018 года
- Tamayomi[англ.] — весна 2020 года
- Laid-Back Camp 2 — зима 2021 года